# کارمل، استرالیای غربی
کارمل (به انگلیسی: Carmel) یک حومه شهر در استرالیا است که در استرالیای غربی واقع شده‌است.